# Emmanuel Perrotin

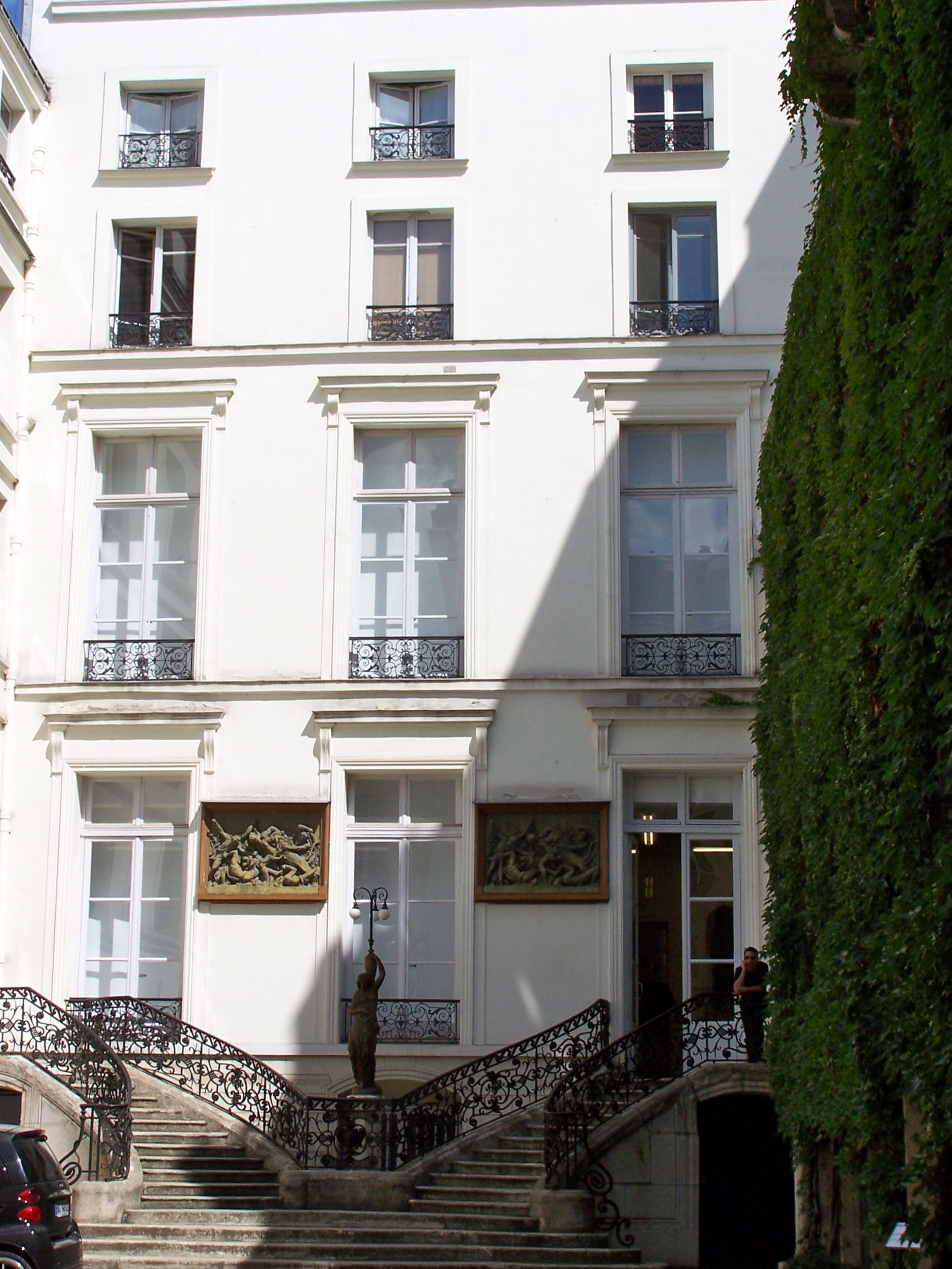
Entrada a la galería en n 76, rue de Turenne.

Emmanuel Perrotin (Montreuil, 1968) es un galerista de arte contemporáneo francés y fundador de Galerie Perrotin, una colección de nueve galerías en París, Hong Kong, Nueva York, Seúl, Tokio, Shanghái y Dubái.
Emmanuel Perrotin es hijo de Michel Perrotin, empleado bancario, y Odile Pradinas, ama de casa. Creció en L'Étang-la-Ville . Abre su primera galería a los veintiún años (en 1990) en su piso y rápidamente encontró el éxito con algunos de los artistas contemporáneos más originales de la vanguardia plástica, que contribuyó en gran medida a promover en Francia (como Maurizio Cattelan, Takashi Murakami, o los franceses Xavier Veilhan, Sophie Calle y Bernard Frise).
. Esta aperture contribuye al desarrollo de otras galerías alrededor. En 2005, la galería Perrotin se establece al 76 rue de Turenne, en un hotel privado fechado nel siglo XVIII, y luego se extiende al 10 impasse Saint-Claude en 2007, totalizando un área de casi 1600 m2 en tres niveles. En la misa calle, "la Salle de Bal", un showroom de une área de 700 m2 está inaugurado en 2014, en el hotel d’Ecquevilly, llamando « du Grand Veneur », y fechado del siglo XVIIe.
Durante los años siguientes, Emmanuel Perrotin abrió numerosas galerías Perrotin bajo su nombre en Hong Kong (2012), Nueva York (2013), Seúl (2016), Tokio (2017) y Shanghái (2018).
En septiembre de 2021, abrirá una nueva ubicación en París, especialmente dedicada al mercado secundario del arte.

## Principales artistas representados por la galería
- Ivan Argote
- Daniel Arsham
- Hernan Bas
- Genesis Belanger
- Sophie Calle
- Maurizio Cattelan
- Chen Fei
- Chung Chang-Sup
- Johan Creten
- Gabriel de la Mora
- Gregor Hildebrandt
- Wim Delvoye
- Elmgreen et Dragset
- Ericson & Ziegler
- Erró
- Lionel Estève
- Jens Fänge
- Bernard Frize
- Gelitin
- Laurent Grasso
- Zach Harris
- Hans Hartung
- Thilo Heinzmann
- John Henderson
- Leslie Hewitt
- Gregor Hildebrandt
- Jesper Just
- JR
- Izumi Kato
- Bharti Kher
- Klara Kristalova
- Julio Le Parc
- Lee Bae
- Madsaki
- Georges Mathieu
- Barry McGee
- Farhad Moshiri
- Gianni Motti
- MR.
- Takashi Murakami
- Ni Youyu
- Jean-Michel Othoniel
- Park Seo-Bo
- Paul Pfeiffer
- Paola Pivi
- Gabriel Rico
- Claude Rutault
- Michael Sailstorfer
- Emily Mae Smith
- Jesús Rafael Soto
- Pierre Soulages
- Josh Sperling
- Claire Tabouret
- Aya Takano
- Pieter Vermeersch
- Xavier Veilhan

## Vida privada
Es compañero de la periodista Lorena Vergani, con quien tiene hijos.

## Decoración
- Officier de l'ordre des Arts et des Lettres en 2017.[6]